# Brooks (Maine)
Brooks város az USA Maine államában, Waldo megyében. Lakosainak száma 1010 fő (2020. április 1.).

## Népesség
A település népességének változása:

| 2010 | 1 078 |
| 2020 | 1 010 |